# Miquel Soler
Miquel Soler Sararols (ur. 16 marca 1965 w Gironie) – hiszpański piłkarz grający na pozycji lewego obrońcy lub pomocnika.

## Kariera klubowa
Karierę piłkarską Soler rozpoczął w amatorskim klubie UE Olot. Następnie przeszedł do Espanyolu Barcelona. 3 września 1983 roku zadebiutował w Primera División w przegranym 1:4 domowym spotkaniu z Atlético Madryt. W 1985 roku został wypożyczony z Espanyolu do CE L’Hospitalet z Segunda División B. W trakcie sezonu 1985/1986 wrócił do Espanyolu. W 1988 roku wystąpił w finale Pucharu UEFA z Bayerem 04 Leverkusen (3:0 i gol, 0:3 karne 2:3).
Po tym sukcesie Soler przeszedł do lokalnego rywala Espanyolu, FC Barcelona. W jej barwach po raz pierwszy wystąpił 3 września 1988 w meczu z Espanyolem (2:0). W 1989 roku wywalczył Puchar Zdobywców Pucharów (zagrał 29 minut w wygranym 2:0 finale z Sampdorią). W 1990 roku zdobył Puchar Króla, a w 1991 roku znów dotarł do finału Pucharu Zdobywców Pucharów (1:2 z Manhesterem United). W tamtym roku został z Barceloną mistrzem Hiszpanii.
W 1991 roku Soler odszedł do Atlético Madryt, gdzie zadebiutował 1 września w meczu z Burgos CF (2:0). Z Atlético zdobył swój drugi Puchar Hiszpanii w 1992 roku, po czym wrócił do Barcelony, ale rozegrał w niej tylko 5 spotkań. W 1993 roku został z nią mistrzem kraju.
Latem 1993 Soler został piłkarzem Sevilli FC. Stał się w niej podstawowym zawodnikiem, a swój debiut zaliczył 5 września 1993 w spotkaniu z Realem Saragossa (2:1). W Sevilli przez dwa sezony zagrał 75 razy.
W 1995 roku Soler przeszedł do Realu Madryt. 8 października zadebiutował w nim w meczu z Compostelą (2:1). W Realu pełnił rolę rezerwowego dla Mikela Lasy i po sezonie odszedł do Realu Saragossa (debiut: 19 lutego 1997 w wygranym 5:0 meczu ze Sportingiem Gijón), gdzie grał przez dwa lata.
Ostatnim klubem w karierze Solera była RCD Mallorca, do której przeszedł w 1998 roku. 30 sierpnia tamtego roku wystąpił w niej po raz pierwszy, w meczu z Salamanką (0:0). W 1999 roku rozegrał 90 minut w finale ostatniego w historii Pucharu Zdobywców Pucharów z S.S. Lazio (1:2). W 2003 roku zdobył z Mallorką Puchar Króla, a następnie zakończył karierę piłkarską.
| Sezon   | Klub               | Kraj      | Rozgrywki          | Mecze | Bramki |
| ------- | ------------------ | --------- | ------------------ | ----- | ------ |
| 1983/84 | Espanyol Barcelona | Hiszpania | Primera División   | 22    | 0      |
| 1984/85 | Espanyol Barcelona | Hiszpania | Primera División   | 8     | 0      |
| 1985/86 | CE L’Hospitalet    | Hiszpania | Segunda División B | ?     | ?      |
| 1985/86 | Espanyol Barcelona | Hiszpania | Primera División   | 14    | 2      |
| 1986/87 | Espanyol Barcelona | Hiszpania | Primera División   | 41    | 2      |
| 1987/88 | Espanyol Barcelona | Hiszpania | Primera División   | 33    | 0      |
| 1988/89 | FC Barcelona       | Hiszpania | Primera División   | 23    | 1      |
| 1989/90 | FC Barcelona       | Hiszpania | Primera División   | 27    | 0      |
| 1990/91 | FC Barcelona       | Hiszpania | Primera División   | 26    | 1      |
| 1991/92 | Atlético Madryt    | Hiszpania | Primera División   | 25    | 1      |
| 1992/93 | FC Barcelona       | Hiszpania | Primera División   | 5     | 0      |
| 1993/94 | Sevilla FC         | Hiszpania | Primera División   | 37    | 0      |
| 1994/95 | Sevilla FC         | Hiszpania | Primera División   | 38    | 1      |
| 1995/96 | Real Madryt        | Hiszpania | Primera División   | 14    | 1      |
| 1996/97 | Real Saragossa     | Hiszpania | Primera División   | 15    | 0      |
| 1997/98 | Real Saragossa     | Hiszpania | Primera División   | 24    | 2      |
| 1998/99 | RCD Mallorca       | Hiszpania | Primera División   | 34    | 0      |
| 1999/00 | RCD Mallorca       | Hiszpania | Primera División   | 32    | 0      |
| 2000/01 | RCD Mallorca       | Hiszpania | Primera División   | 35    | 0      |
| 2001/02 | RCD Mallorca       | Hiszpania | Primera División   | 37    | 1      |
| 2002/03 | RCD Mallorca       | Hiszpania | Primera División   | 14    | 0      |

## Kariera reprezentacyjna
W reprezentacji Hiszpanii Soler zadebiutował 29 kwietnia 1987 roku w przegranym 1:3 spotkaniu eliminacji do Euro 88 z Rumunią. W 1988 roku został powołany przez selekcjonera Miguela Muñoza do kadry na ten turniej. Tam wystąpił w 2 spotkaniach grupowych: z Danią (3:2) i z Włochami (0:1). Od 1987 do 1991 roku rozegrał w kadrze narodowej 9 meczów. Występował także w reprezentacji U-21 i niezrzeszonej w FIFA reprezentacji Katalonii.